# دیمیتار آندونوف (بازیکن فوتبال)
دیمیتار آندونوف (بلغاری: Димитър Веселинов Андонов؛ زادهٔ ۱۹ اکتبر ۱۹۸۷) بازیکن فوتبال اهل بلغارستان است.